# Ludekia borneensis
Ludekia borneensis är en måreväxtart som beskrevs av Colin Ernest Ridsdale. Ludekia borneensis ingår i släktet Ludekia och familjen måreväxter. Inga underarter finns listade i Catalogue of Life.